# Kimke Desart
 (mars 2024).
Kimke Desart, née à Lembeke (Kaprijke, Flandre-Orientale, Belgique) le 2 mars 2000, est une actrice belge.[réf. nécessaire]

## Biographie
En 2008, Kimke Desart fait sa première apparition au cinéma dans Lost Persons Area de Caroline Strubbe dans lequel elle joue le rôle de Tessa pour lequel elle remporte, le 10 septembre 2010, le prix de la meilleure actrice au Festival du film d'Ostende (FFO). Cette reconnaissance est confirmée lors du Festival international du film d'Ourense (Espagne) avec aussi le prix de la meilleure actrice.
En 2011, elle tient le rôle de Yoni dans le long métrage Hasta la vista de Geoffrey Enthoven.

## Filmographie
- 2009 : Lost Persons Area : Tessa
- 2011 : Hasta la vista de Geoffrey Enthoven : Yoni
- 2012 : De Lucht in mijn Keel : (court-métrage)
- 2012 : Le temps déborde : Zoë Wittock (court-métrage)
- 2012 : Nigredo : Jessica (court-métrage)
- 2013 : Dollhouse : Sofie (court-métrage)
- 2013 : I'm the Same, I'm an Other de Caroline Strubbe
- 2016 : Vincent de Christophe Van Rompaey